# Aleksandr Mieńszykow
Aleksandr Mieńszykow (ros. Александр Меньшиков; ur. 17 stycznia 1974 w obwodzie kokczetawskim) – kazachski biathlonista, uczestnik mistrzostw świata w biathlonie oraz zimowych igrzysk olimpijskich.
Starty w Pucharze Świata rozpoczął zawodami w Ruhpolding w roku 1995 zajmując 105. miejsce w sprincie i był to jednocześnie jego najlepszy wynik w Pucharze Świata (startował w Pucharze Świata tylko dwa razy).

## Osiągnięcia

### Zimowe Igrzyska Olimpijskie
| Rok  | Miejscowość | Konkurencje | Konkurencje | Konkurencje | Konkurencje | Konkurencje | Konkurencje | Konkurencje |
| Rok  | Miejscowość | IN          | SP          | PU          | MS          | RL          | MR          | SR          |
| ---- | ----------- | ----------- | ----------- | ----------- | ----------- | ----------- | ----------- | ----------- |
| 1998 | Nagano      | –           | –           | –           | –           | 16.         | –           | –           |

### Mistrzostwa świata
| Rok  | Miejscowość | Konkurencje | Konkurencje | Konkurencje | Konkurencje | Konkurencje | Konkurencje | Konkurencje |
| Rok  | Miejscowość | IN          | SP          | PU          | MS          | RL          | MR          | SR          |
| ---- | ----------- | ----------- | ----------- | ----------- | ----------- | ----------- | ----------- | ----------- |
| 1995 | Anterselva  | –           | –           | –           | –           | 15.         | –           | –           |